# Moto ellittico

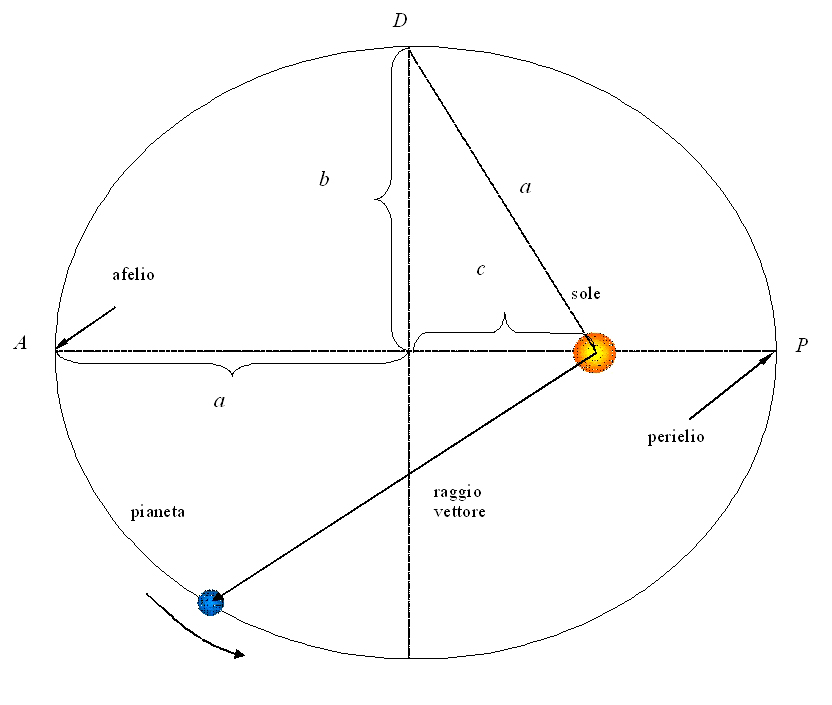
L'esempio più noto di moto ellittico è quello dei pianeti del sistema Solare attorno al Sole. Nell'immagine sono indicati i parametri caratteristici dell'orbita, con i nomi degli apsidi.

In cinematica, il moto ellittico è il moto di un corpo, o di un punto materiale, lungo una traiettoria ellittica. In generale, un corpo tende ad assumere una traiettoria ellittica quando è sottoposto a una forza centrale.

## Analisi del moto e derivazione della traiettoria
Definendo il momento meccanico specifico il vettore:
{\displaystyle \mathbf {c} =\mathbf {r} \times \mathbf {a} }
Nel caso di moto centrale, si ha che {\displaystyle \mathbf {r} } e {\displaystyle \mathbf {a} } risultano paralleli, quindi {\displaystyle \mathbf {c} =0}. Poiché il polo rispetto al quale è calcolato {\displaystyle \mathbf {c} } coincide con il centro di massa, il quale può essere supposto fermo, si ha che il momento meccanico specifico è pari alla derivata prima rispetto al tempo del momento angolare specifico {\displaystyle \mathbf {h} }:
{\displaystyle {\frac {\mathrm {d} \mathbf {h} }{\mathrm {d} t}}={\frac {\mathrm {d} }{\mathrm {d} t}}(\mathbf {r} \times \mathbf {v} )=\mathbf {c} =0}
dunque si ha che {\displaystyle \mathbf {h} } è costante, in accordo con la seconda legge di Keplero. La velocità areolare {\displaystyle {\dot {\mathbf {A} }}} è pari a:
{\displaystyle {\dot {\mathbf {A} }}={\frac {\mathbf {r} \times \mathbf {v} }{2}}={\frac {\mathbf {r} \times ({\boldsymbol {\omega }}\times \mathbf {r} )}{2}}={\frac {(\mathbf {r} \cdot \mathbf {r} ){\boldsymbol {\omega }}-{\cancel {({\boldsymbol {\omega }}\cdot \mathbf {r} )\mathbf {r} }}}{2}}={\frac {r^{2}{\boldsymbol {\omega }}}{2}}}
dove {\displaystyle {\boldsymbol {\omega }}} è la velocità angolare.
Sapendo che in coordinate polari si ha:
{\displaystyle {\begin{aligned}&\theta =\arctan {\frac {y}{x}},\quad r^{2}=x^{2}+y^{2};\\[4pt]&{\dot {\theta }}=\omega ={\frac {1}{1+\left({\frac {y}{x}}\right)^{2}}}\left({\frac {x{\dot {y}}-{\dot {x}}y}{x^{2}}}\right)={\frac {\cancel {x^{2}}}{x^{2}+y^{2}}}\left({\frac {x{\dot {y}}-{\dot {x}}y}{\cancel {x^{2}}}}\right)={\frac {x{\dot {y}}-{\dot {x}}y}{x^{2}+y^{2}}}\\[4pt]&r^{2}\omega ={\frac {x{\dot {y}}-{\dot {x}}y}{\cancel {(x^{2}+y^{2})}}}{\cancel {(x^{2}+y^{2})}}=x{\dot {y}}-{\dot {x}}y\\[4pt]\end{aligned}}}
mentre l'ellisse in coordinate polari è:
{\displaystyle \left\{{\begin{aligned}&x=a\cos \theta \\&y=b\sin \theta \\\end{aligned}}\right.\implies \left\{{\begin{aligned}&{\dot {x}}=-a\omega \sin \theta \\&{\dot {y}}=b\omega \cos \theta \\\end{aligned}}\right.}
Pertanto si ottiene che il valore della velocità areolare è:
{\displaystyle {\dot {\mathbf {A} }}={\frac {r^{2}{\boldsymbol {\omega }}}{2}}={\frac {x{\dot {y}}-{\dot {x}}y}{2}}={\frac {ab{\boldsymbol {\omega }}}{2}}(\cos ^{2}\theta +\sin ^{2}\theta )={\frac {ab{\boldsymbol {\omega }}}{2}}}
mentre il valore del momento angolare orbitale specifico {\displaystyle \mathbf {h} } diventa:
{\displaystyle \mathbf {h} =2{\dot {\mathbf {A} }}=ab{\boldsymbol {\omega }}}
Essendo {\displaystyle \mathbf {h} } costante, anche {\displaystyle {\dot {\mathbf {A} }}} e {\displaystyle {\boldsymbol {\omega }}} sono costanti e ciò consente di ottenere due equazioni lineari rispetto allo spostamento angolare {\displaystyle {\boldsymbol {\theta }}} e allo spostamento areolare {\displaystyle \mathbf {A} }:
{\displaystyle {\begin{aligned}&{\boldsymbol {\theta }}(t)={\boldsymbol {\theta }}_{0}+{\frac {\mathbf {h} }{ab}}t\\[4pt]&\mathbf {A} (t)=\mathbf {A} _{0}+{\frac {\mathbf {h} }{2}}t\\[4pt]\end{aligned}}}
Le equazioni del moto in coordinate cartesiane sono:
{\displaystyle \mathbf {r} =\left\{{\begin{aligned}&x=a\cos \left({\frac {h}{ab}}t+\theta _{0}\right)\\[4pt]&y=b\sin \left({\frac {h}{ab}}t+\theta _{0}\right)\\[4pt]\end{aligned}}\right.\implies \mathbf {v} =\left\{{\begin{aligned}&{\dot {x}}=-{\frac {h}{b}}\sin \left({\frac {h}{ab}}t+\theta _{0}\right)\\[4pt]&{\dot {y}}={\frac {h}{a}}\cos \left({\frac {h}{ab}}t+\theta _{0}\right)\\[4pt]\end{aligned}}\right.\implies \mathbf {a} =\left\{{\begin{aligned}&{\ddot {x}}=-{\frac {h^{2}}{ab^{2}}}\cos \left({\frac {h}{ab}}t+\theta _{0}\right)\\[4pt]&{\ddot {y}}={\frac {h^{2}}{a^{2}b}}\sin \left({\frac {h}{ab}}t+\theta _{0}\right)\\[4pt]\end{aligned}}\right.}
ciò significa che l'accelerazione coincide con l'accelerazione centripeta {\displaystyle \mathbf {a} _{c}}, che è pari a:
{\displaystyle \mathbf {a} _{c}=\left({\frac {h}{ab}}\right)^{2}\mathbf {r} }
È possibile osservare che nel caso di moto circolare, essendo {\displaystyle a=b=r}, il valore dell'accelerazione centripeta sia pari a:
{\displaystyle \mathbf {a} _{c}=\omega ^{2}\mathbf {r} }